# Girolamo Germano

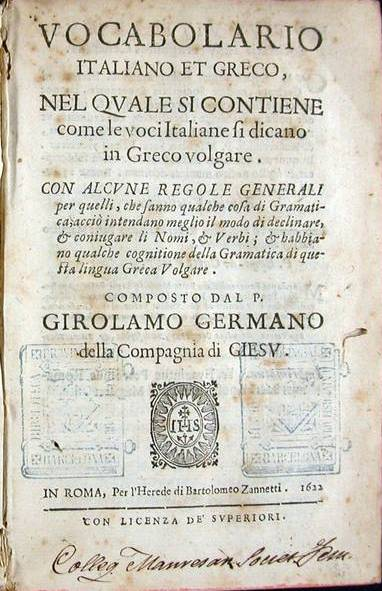
Girolamo Germano, Titelseite des Vocabolario italiano et greco

Girolamo Germano, lat. Hieronymus Germanus, franz. Jérôme Germano (* 1568 in Palermo; † 27. Dezember 1632 ebenda) war ein italienischer Jesuit und neugriechischer Philologe.

## Leben
Über Germano ist wenig bekannt. Er wurde 1586 im Alter von 18 Jahren in den Orden aufgenommen. Acht Jahre lang lehrte er im Orden alte Sprachen und Literatur, bevor er auf die Insel Chios gesandt wurde, auf der sich seit den 1590er Jahren Jesuiten niedergelassen hatten. Dort wirkte er 22 Jahre in der Seelsorge. Vor diesem Hintergrund verfasste er ein Vocabolario italiano et greco, dem er eine neugriechische Grammatik vorausschickte. Das Werk ist sowohl in phonetischer als auch morphologischer und lexikographischer Hinsicht bedeutend, war jedoch bis zu dem Nachdruck, den Hubert Pernot zusammen mit einer ausführlichen Einleitung zur Geschichte der neugriechischen Grammatik und Lexikographie bis ins 19. Jahrhundert herausgab, nur in äußerst wenigen Bibliotheken zu greifen. Germano ist damit zu den neugriechischen Philologen der Frühen Neuzeit zu zählen.

## Bibliographie
- Vocabolario italiano et greco, nel quale si contiene come le voci Italiane si dicano in Greco volgare. Con alcune regole generali per quelli che sanno qualche cosa di Gramatica, acciò intendano meglio il modo di declinare, & coniugare li Nomi, & Verbi; & habbiano qualche cognitione della Gramatica di questa lingua Greca volgare. Composto dal P. Girolamo Germano della Compagnia di GIESV. In Roma, per l’Herede di Bartolomeo Zannetti 1622, (online); (weiteres Exemplar online).
- Hubert Pernot (Hrsg.): Girolamo Germano, Grammaire et vocabulaire du grec vulgaire publiés d'après l'édition de 1622. Fontenay-sous-Bois 1907 (thèse supplémentaire présentée à la faculté des lettres de l'Université de Paris), (online). – Anzeige von R. Bousquet, in: Échos d'Orient 11, 1908, no.  72, pp. 317–318, (online).